# Mike Hogan
Mike Hogan (Limerick, 29 aprile 1973) è un bassista irlandese noto per essere uno dei fondatori, prima dei The Cranberry Saw Us e poi dei Cranberries.

## Biografia
Dal 1989 (escluso un periodo di pausa del gruppo dal 2004 al 2008) al 2019, Mike Hogan ha fatto parte dei Cranberries e fu tra i fondatori della band insieme a Fergal Lawler, suo amico e batterista, e Noel Hogan, chitarrista e fratello di Mike, a cui in un secondo momento si unì la cantante Dolores O'Riordan.